# بوبي ماكفرلين
بوبي ماكفرلين (بالإنجليزية: Bobby McFarlane)‏ (6 فبراير 1897 في المملكة المتحدة - 1971 بدونكاستر في المملكة المتحدة) هو لاعب كرة قدم بريطاني (وحمل سابقاً جنسية المملكة المتحدة لبريطانيا العظمى وأيرلندا) في مركز نصف الجناح. لعب مع نادي أرسنال ونادي دونكاستر روفرز ونادي مارغيت ونادي بوسطن يونايتد.